# Wolfgang Schmitz (Politiker, 1923)

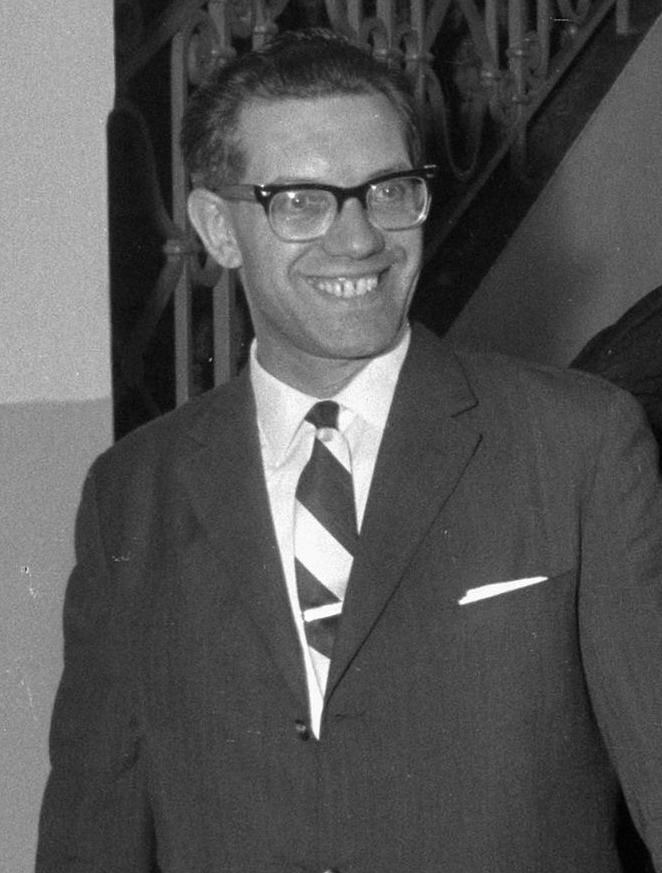
Wolfgang Schmitz im Jahr 1964 als österreichischer Finanzminister

Wolfgang Schmitz (* 28. Mai 1923 in Wien; † 16. November 2008 ebenda) war ein österreichischer Finanzexperte und Politiker (ÖVP).

## Leben
Wolfgang Schmitz war ab 1950 in der Wirtschaftskammer tätig. 1964 übernahm er in der Bundesregierung Klaus I das Amt des Finanzministers, das er bis 1968 innehatte (Bundesregierung Klaus II). Danach wurde er wie einige andere Finanzminister der Zweiten Republik zwischen 1968 und 1973 Präsident der Oesterreichischen Nationalbank. Nach dem Ende seiner Präsidentschaft kehrte Schmitz wieder in die Wirtschaftskammer zurück.
Er war Mitglied der katholischen Studentenverbindungen KaV Norica Wien im ÖCV und AV Edo-Rhenania Tokio, einem assoziierten Mitglied des CV. Er war Mitglied des Wiener Akademikerbunds.
Am 16. November 2008 starb Schmitz nach langer und schwerer Krankheit in seiner Heimatstadt Wien. Er wurde am Neustifter Friedhof bestattet. Im Jahr 2018 wurde in Wien Innere Stadt die Wolfgang-Schmitz-Promenade nach ihm benannt.

## Schriften (Auswahl)
- Der Welthandel geht jeden an. Wien 1955
- Die österreichische Wirtschafts- und Sozialpolitik. Würdigung, Kritik, Ansatzpunkte. Wien 1961
- Die Währung – eine offene Flanke staatlicher Verfassungsordnung. Ihre Schließung – ein Beitrag zur Festigung der freiheitlichen Demokratie. Wien 1983
- Familie zwischen Steuerdruck und Sozialstaatsdebatte. Die Besteuerung der gesetzlichen Unterhaltsverpflichtungen in Österreich, Mängel und Korrekturvorschläge. Wien 1995
- Socher, Karl (Hrsg.); Schmitz, Wolfgang: Wolfgang Schmitz – wirtschaftspolitische Weichenstellungen. 1963–1973, Reminiszenzen eines Jahrzehnts. Wien 1996
- Wirtschaftsethik als Ordnungsethik in ihrem Anspruch an Sozial-, Konjunktur- und Währungspolitik. Berlin 2004